# Church Preen
Church Preen – wieś w Anglii, w hrabstwie Shropshire. Leży 16 km na południe od miasta Shrewsbury i 212 km na północny zachód od Londynu.